# Церква Різдва Пресвятої Богородиці (Люблін)
Церква Різдва Пресвятої Богородиці у Любліні, або Тарношинська церква — греко-католицька церква, побудована у 1759 році у селі Угринів на Сокальщині, зараз є експонатом музею села міста Люблін у Польщі. Діюча, належить місцевій греко-католицькій громаді.

## Історія
Побудована в Угринові на Сокальщині у 1759 році, невелика тридільна дерев'яна церква мандрує польсько-українським прикордонням з 18-ого століття. У 1904 угриняни її продали — церква була розібрана і перенесена до Тарношина. Після Другої світової війни її покидали удвічі: у рамках Акції Вісла мирян цієї греко-католицької церкви було депортовано; згодом, у 1960, храм покинули римо-католики, які зайняли церкву після виселення українців.
Приреченою на загибель святинею поцікавилися Музей люблінського села та Фундація духовної культури прикордоння. Своє третє життя церква завдячує, зокрема, парохові УГКЦ в Любліні священикові Стефанові Батруху. Після довголітніх клопотань церкву перенесли до Любліна.